# Munificentissimus Deus
La Munificentissimus Deus (en latín, ‘Benevolentísimo Dios’) es una constitución apostólica promulgada el 1 de noviembre de 1950 con la que el papa Pío XII definió el dogma católico de la Asunción de María en cuerpo y alma al cielo.
Su promulgación fue precedida por una consulta a todos los obispos católicos con la encíclica Deiparae Virginis Mariae (1 de mayo de 1946) donde el pontífice preguntó a los demás obispos sobre la oportunidad de la definición del dogma. La respuesta positiva fue casi unánime.
En el texto se recogen los pasajes bíblicos (implícitos o alusivos) y las afirmaciones de algunos teólogos y doctores de la Iglesia (Juan Damasceno, Antonio de Padua, Alberto Magno) que pueden usarse a modo de sostén del dogma. Sin embargo, tal como expresa el documento, se avala más bien en la fe viva y constante del pueblo de Dios que constituye la motivación de la proposición de la Asunción de la Virgen.
El documento muestra la dimensión cristológica de la verdad de la Asunción (como estrecha colaboradora de Cristo en su misión salvífica, María fue asociada al Hijo en la gloria), la dimensión mariológica (la Asunción es vista como la coronación de los privilegios concedidos por Dios a la Virgen) y la eclesiológica (toda la Iglesia puede contemplar en la Asunta su futuro).